# Silent Hill 2 (jogo eletrônico de 2024)
Silent Hill 2 é um jogo eletrônico de terror psicológico desenvolvido pela Bloober Team e publicado pela Konami. Foi lançado em 08 de outubro de 2024 para PlayStation 5 e PC. Trata-se de um remake do jogo homônimo de 2001 e é o primeiro grande lançamento da franquia Silent Hill desde Silent Hill: Downpour em 2012.
O remake de Silent Hill 2 foi anunciado oficialmente em outubro de 2022, após meses de especulações e vazamentos. Foi liderado pelo diretor criativo da Bloober Team, Mateusz Lenart, e produzido por Motoi Okamoto da Konami. Masahiro Ito e Akira Yamaoka, que atuaram como designer de criaturas e compositor do jogo original, respectivamente, participaram ativamente do desenvolvimento. De acordo com Maciej Głomb, Ito forneceu arte conceitual para locações e monstros, enquanto Yamaoka retornou como compositor.
O jogo segue James Sunderland, que viaja para a cidade de Silent Hill depois de receber uma carta de sua falecida esposa dizendo-lhe que ela está esperando por ele em seu "lugar especial".

## Jogabilidade
Silent Hill 2 apresenta uma perspectiva em terceira pessoa semelhante aos remakes recentes da franquia Resident Evil, com um sistema de combate aprimorado.

## Desenvolvimento
Em fevereiro de 2021, foi relatado que a Konami estava planejando reviver a franquia Silent Hill com vários estúdios de terceiros trabalhando em diferentes jogos, sendo a desenvolvedora polonêsa Bloober Team um dos estúdios. Mais tarde, houve rumores de que a Bloober Team estava trabalhando em um remake de Silent Hill 2. Em outubro de 2022, Christophe Gans, diretor do filme Silent Hill de 2006 e da futura adaptação cinematográfica de Silent Hill 2, confirmou em entrevista ao site francês Movie & Game que um remake de Silent Hill 2 estava em desenvolvimento na Bloober Team. Em 19 de outubro, o remake foi anunciado oficialmente pela Konami. Também foi revelado que o diretor de arte Masahiro Ito e o compositor Akira Yamaoka, que trabalharam no jogo original, participaram da produção da obra novamente. O jogo foi desenvolvido na Unreal Engine 5.

## Recepção
| Site       | Nota média dos criticos | Nota média dos usuários |
| ---------- | ----------------------- | ----------------------- |
| Metacritic | 86/100                  | 93/100                  |
| OpenCritic | 87/100                  | 90/100                  |

PSX Brasil
"Honrando o legado do que é considerado por muitos um dos melhores jogos da história, a Bloober Team faz seu melhor projeto até o momento recriando, atualizando e expandindo Silent Hill 2 de uma maneira majestosa sem afetar sua essência ou arte. Com um design de som impecável que abusa do áudio 3D, efeitos imersivos do DualSense e a riqueza de detalhes de cenários e expressões dos personagens, a experiência da narrativa que sempre foi emocionante e psicologicamente pesada torna-se ainda mais intensa, profunda e aterrorizante."
Nota: 10/10
Manual dos Games
"Silent Hill 2 (2024) é um título marcante, tanto em sua versão original quanto no remake. Este remake da Bloober Team traz uma experiência renovada em todos os aspectos, que com certeza agrega muito na hora de contar a história. A jogabilidade também foi atualizada e diverte, embora o combate seja mais frequente do que deveria."
Nota: 9,8/10